# Mangun Jaya (Babat Toman)
Mangun Jaya is een bestuurslaag in het regentschap Musi Banyuasin van de provincie Zuid-Sumatra, Indonesië. Mangun Jaya telt 5747 inwoners (volkstelling 2010).